# Dracaena angustifolia
Espèce
Classification APG III (2009)
Synonymes
 Pleomele angustifolia (Medik.) N.E. Brown

Dracaena angustifolia est une espèce de plantes de la famille des Asparagaceae.